# 東映不思議コメディーシリーズ
東映不思議コメディーシリーズ（とうえいふしぎコメディーシリーズ）は、フジテレビ系列で1981年10月から1993年10月までの12年間に放送されていた、石ノ森章太郎原作、東映制作による一連の特撮コメディードラマシリーズである。

## 概要
原作は石ノ森章太郎、じゃあまん探偵団魔隣組まではプロデューサーは平山亨、アクションも大野剣友会が務める。
時間帯は、関東地区では毎週日曜日の朝9:00 - 9:30。東映不思議特撮シリーズなる俗称もあったが、当初製作側は単に「ホームコメディー枠」としていたが、『不思議少女ナイルなトトメス』以降製作側も使用するシリーズ名になった。
初期はロボットや宇宙生物、妖精、神などの小生物といった非人間のキャラクターがメインとなるもので、その後第7作・8作は少年探偵団系の作品、第9作以後は美少女アイドルを起用した作品と路線が変わって行った。
シリーズものとしてひとくくりにされているが、このシリーズの制作意図は“変なことをやる”であり、当シリーズ全ての作品は単発作品として扱われることが多い。元々世界観を共有させる作品を作る予定は無く、『ぱいぱい』と『いぱねま』を除いて各作品間には世界観や時間軸に直接の関係はない。
シュールな脚本を得意とする浦沢義雄が全作品に携わっている。『ポワトリン』に関しては石ノ森に「僕が担当するのは基本となる路線、デザイン、そしてヒロイン像ですね。あとはうち（石森プロ）の担当が脚本の浦沢さんのところにいって奇妙な脚本が出来上がってくるというわけです」という発言が残るほど、彼の力量が影響力を持っていたシリーズである。また他にシリーズを支えた鍵として、大半のタイトルのネーミングを考えた石原隆プロデューサー、音楽担当として多くに携わった本間勇輔、クレイイラスト担当の林恭三、東京ヴォードヴィルショーからキャスティングされた佐渡稔、市川勇、ワハハ本舗からキャスティングされた柴田理恵、佐藤正宏、美少女アイドル路線に舵を切った『ぱいぱい』から4作連続、足掛け3年にわたり主人公の父親役でキャスティングされた斉木しげるなどが挙げられる。
『覇悪怒組』以降のシリーズでは毎年夏期にそれまでの作品の出来事を振り返る内容の総集編エピソードが設けられた。(ただし夏期に番組が切り替わった『ぱいぱい』、『いぱねま』は総集編エピソードは製作されず。)
1993年10月に最終作『有言実行三姉妹シュシュトリアン』の放送終了をもって、東映アニメーション制作のアニメ枠に移行した。シュシュトリアンの終盤である第40話では、『ウルトラマン』との共演が実現した。ちなみに同話は本シリーズの実質的な最終制作作品となった。
2012年12月8日公開の映画『仮面ライダー×仮面ライダー ウィザード&フォーゼ MOVIE大戦アルティメイタム』にて、本シリーズのうち、美少女仮面ポワトリンがリファインされて登場した。

## 作品リスト

### レギュラー作品

#### ロボット・生物シリーズ
|   | 作品名              | 放送期間                        | 話数   | 備考                                                                                     |
| - | ------------------- | ------------------------------- | ------ | ---------------------------------------------------------------------------------------- |
| 1 | ロボット8ちゃん     | 1981年10月04日 - 1982年09月26日 | 全52話 |                                                                                          |
| 2 | バッテンロボ丸      | 1982年10月03日 - 1983年09月25日 | 全51話 |                                                                                          |
| 3 | ペットントン        | 1983年10月02日 - 1984年08月26日 | 全46話 | 最高視聴率20.5%とシリーズ史上最高の視聴率を記録した。 本放送終了後にスペシャル版を放送。 |
| 4 | どきんちょ!ネムリン | 1984年09月02日 - 1985年03月31日 | 全31話 |                                                                                          |
| 5 | 勝手に!カミタマン   | 1985年04月07日 - 1986年03月30日 | 全51話 |                                                                                          |
| 6 | もりもりぼっくん    | 1986年04月06日 - 1986年12月28日 | 全39話 | 本作より制作著作・フジテレビのロゴが現行の目玉マーク入りのロゴに変更される。             |

#### 探偵団シリーズ
|   | 作品名                      | 放送期間                        | 話数   | 備考 |
| - | --------------------------- | ------------------------------- | ------ | --- |
| 7 | おもいっきり探偵団 覇悪怒組 | 1987年01月11日 - 1987年12月27日 | 全50話 | ここから原則放送開始が1月、最終話が12月となる。 また本作よりOP・ED映像にクレイアニメが導入された（のちの「不思議少女ナイルなトトメス」まで）。 |
| 8 | じゃあまん探偵団 魔隣組     | 1988年01月10日 - 1988年12月25日 | 全50話 | 本作終了後の翌年元日には、上記の『覇悪怒組』とのクロスオーバー作品が放送された（#特番放映を参照）。                                            |

#### 美少女シリーズ
美少女ヒロインを主役とし、魔法少女ものの要素を取り込んだアイドル路線の作品群。
このうち、第11作および第12作においては乙女塾出身者が主演を務めている。
|    | 作品名                         | 放送期間                        | 話数   | 備考 |
| -- | ------------------------------ | ------------------------------- | ------ | --- |
| 9  | 魔法少女ちゅうかなぱいぱい!    | 1989年01月15日 - 1989年07月09日 | 全26話 | 主人公の変身後のコスチュームはいずれも中国ベース。 唯一のストーリー上つながりのある作品である。                                              |
| 10 | 魔法少女ちゅうかないぱねま!    | 1989年07月23日 - 1989年12月24日 | 全23話 | 主人公の変身後のコスチュームはいずれも中国ベース。 唯一のストーリー上つながりのある作品である。                                              |
| 11 | 美少女仮面ポワトリン           | 1990年01月07日 - 1990年12月30日 | 全51話 | 乙女塾3期生・歌手コースの一員だった花島優子が主演を務めた。衣装のモチーフは『怪傑ゾロ』と『フランス』。                                      |
| 12 | 不思議少女ナイルなトトメス     | 1991年01月06日 - 1991年12月29日 | 全51話 | 乙女塾5期生の一員だった堀川早苗が主演を務めた。 主人公の変身後のコスチュームはエジプトベース。                                               |
| 13 | うたう!大龍宮城                | 1992年01月05日 - 1992年12月27日 | 全51話 | 『浦島太郎』をモチーフにした、ミュージカル仕立てのドラマである。                                                                             |
| 14 | 有言実行三姉妹シュシュトリアン | 1993年01月10日 - 1993年10月31日 | 全42話 | 『和』をモチーフとした衣装デザインとヒロイン3人からなる戦隊ヒーロー的路線を取り入れた。 本作をもって『東映不思議コメディーシリーズ』は終了。 |

### 劇場作品
- バッテンロボ丸 お化けを飼う少女（『東映まんがまつり』にて1983年3月13日公開）

### 特番放映
- 月曜ドラマランド さよなら!!夏休み ペットントンスペシャル（1984年8月27日放映）
- 探偵団スペシャル 魔隣組対覇悪怒組 (ジゴマvs魔天郎)（1989年1月1日放映）

### セルフパロディ
- 忍者戦隊カクレンジャー 35話『おしおき三姉妹（シスターズ）』

### シリーズ終了後の展開
- 仮面ライダー×仮面ライダー ウィザード&フォーゼ MOVIE大戦アルティメイタム（2012年12月8日公開）

そのほか、石森プロや東映は製作に参加していないため本シリーズの作品ではないが、テレビ東京系にて『美少女戦麗舞パンシャーヌ』という、かつてのシリーズを踏襲された作品が放送された。浦沢や読売広告社は、本作も製作に参加している。

## 歴代プロデューサー
- 東映
  - 平山亨（8ちゃん - 魔隣組）
  - 植田泰治（8ちゃん - ぼっくん）
  - 植竹栄作（8ちゃん - ロボ丸）
  - 星野行彦（ロボ丸）
  - 西村政行（ネムリン - 大龍宮城）
  - 小林義明（覇悪怒組 - シュシュトリアン）
  - 北崎広実（覇悪怒組）
  - 日笠淳（魔隣組 - シュシュトリアン）
  - 髙寺成紀（ポワトリン - 大龍宮城）
  - 角田美華（シュシュトリアン）
- フジテレビ
  - 前田和也（8ちゃん - カミタマン）
  - 遠藤龍之介（ネムリン - 覇悪怒組）
  - 清水賢治（てれもんじゃ）
  - 石原隆（覇悪怒組 - ぱいぱい！、ポワトリン - 大龍宮城）
  - 原岡健一郎（いぱねぱ！ - ポワトリン）
  - 高橋松徳（大龍宮城 - シュシュトリアン）
  - 金田耕司（シュシュトリアン）
- 読売広告社
  - 本名洋一（ペットントン）
  - 木村京太郎（ペットントン - ぱいぱい！、ポワトリン - シュシュトリアン）

## 主要スタッフ
- 浦沢義雄
- 佐伯孚治 - シリーズ全作に参加した唯一の監督。
- 坂本太郎 (テレビドラマ監督) - 『ロボ丸』から『シュシュトリアン』まで参加した監督。

## 映像ソフト化
シリーズ終了10周年を記念し、2003年より本シリーズのDVDが不定期にリリースされている。DVD化されているのは『ロボット8ちゃん』、『魔法少女ちゅうかなぱいぱい!』 - 『有言実行三姉妹シュシュトリアン』である。
- 2003年、『魔法少女ちゅうかなぱいぱい!』と『魔法少女ちゅうかないぱねま!』が発売。
- 2005年から2006年にかけて、『美少女仮面ポワトリン』が発売。同DVDは2010年1月8日よりレンタルが開始された。
- 2007年、『有言実行三姉妹シュシュトリアン』が発売。
- 2008年7月21日発売の「石ノ森章太郎 生誕70周年 DVD-BOX」に全作品の第1話が収録されており、上記のDVD以外の10作品は初のソフト化となった。
- 2012年、『不思議少女ナイルなトトメス』と『うたう!大龍宮城』が発売。
- 2016年、『ロボット8ちゃん』が発売。

## 補足
- 山形テレビでは、関東キー局の時間帯に地元討議番組『提言の広場』等が放送されていた為、時差ネットを組んでいた。その後、1993年4月からテレビ朝日系へのネットチェンジの決定を受け、当時遅れネットだった『うたう!大龍宮城』を最後にネットを終了した。最終作『有言実行三姉妹シュシュトリアン』はさくらんぼテレビで代替ネットされたかは不明である。1994年放送『忍者戦隊カクレンジャー』で、『おしおきシスターズ』と言うシュシュトリアンのパロディ回があったが、県境等越県でフジテレビ系列が観られる地域を除けば、元ネタが判らなかったと言う事態も起きていた。
- 石川テレビでは、『勝手に!カミタマン』の途中まではフジテレビとの同時ネットだったが、本来の放送時間帯に自社製作のバラエティ番組が移動したために、土曜7：30 - 8：00に差し替えとなった。
- 関西地方では『ロボット8ちゃん』から『魔隣組』までは、関西テレビ放送で時差ネット放送された（作品により先行ネットまたは遅れネット）。『ちゅうかなぱいぱい!』から『シュシュトリアン』までの美少女路線は、サンテレビジョンと京都放送でスポンサードネット扱いで放映された。
- テレビ新広島では同時ネットや同日遅れネットだった時期もあったが、自社制作の中国電力（テレビ新広島の設立母体で大株主）一社提供枠が移動（『エンジェルツアーハッピークイズ』以降）してからは平日16時台の遅れネットとなった。
- 『おもいっきり探偵団 覇悪怒組』以降は毎年7月に放送される『FNSの日』放送日は放送休止となった。
- 山陰中央テレビでは、1989年10月にテレビ朝日『スーパー戦隊シリーズ』が日本海テレビから移行した影響で『ちゅうかなぱいぱい』以降が未放送となった（それ以前から一部に未放送作品があった）。
- この枠の番組はフジテレビや同時ネット局では静止画バックで「終わり」「次回をお楽しみに」などといったエンドカードがなく、スポンサー提供の後すぐスポットCMに移行するという編成を取っていた。なお、遅れネットの系列局では、手書きフリップなど独自のエンドカードまたはテロップを用意した例もあった。
- コロムビアミュージックエンタテインメントから発売の「主題歌・挿入歌大全集」はウルトラマン・仮面ライダー・スーパー戦隊・メタルヒーローの各シリーズとは異なり、『8ちゃん』『ロボ丸』『ぼっくん』（『がんばれ!!ロボコン』なども含む）の3作と『ペットントン』から『シュシュトリアン』を収録したCDがそれぞれ発売された。
- 『おもいっきり探偵団 覇悪怒組』より従来のアフレコ形式から同時録音方式となった。これは東映特撮としては初である。
- 本シリーズは俳優が素顔で演じる作品が多いため、各地のキャラクターショーといったイベントは少ない。そのため、後楽園ゆうえんちでの『スーパーヒーロー大集合』ショーのような、他のヒーローとの共演への参加も、全作品ともほとんどない。
- 2015年10月1日に東映が開設したスマートフォン向けアプリ「東映特撮ファンクラブ」にて、（特番含む）シリーズ全作を配信中。
- スーパー戦隊シリーズを担当していたテレビ朝日プロデューサーの梶淳は本シリーズをライバル視し、そのスタッフの力量を評価して良い部分を取り込みたいと考え、『忍者戦隊カクレンジャー』で『シュシュトリアン』の広瀬仁美を起用したり、『激走戦隊カーレンジャー』で浦沢義雄をメインライターに据えるなどしている[7]。

## 音楽CD

### オムニバズアルバム
東映不思議コメディー テーマ・ソング集
メーカー：日本コロムビア、発売日：1991/09/21
シリーズ作品の主題歌・挿入歌を集めたアルバム。
収録タイトルは『ロボット８ちゃん』『バッテンロボ丸』『ペットントン』『どきんちょ!眠りん』『勝手にカミタマン』『もりもりぼっくん』『おもいっきり探偵団 覇悪怒組』『じゃあまん探偵団 魔隣組』『魔法少女ちゅうかなぱいぱい!』『美少女仮面ポワトリン』『不思議少女ナイルなトトメス』の計11作。
東映魔法少女ヒロイン大集合
発売日：1995年10月21日
不思議コメディーシリーズ美少女編全6作の主題歌をカラオケ音源と共に収録したオムニバスCD。
シングルCD収録の2曲を再録。
特撮ヒロイン＆ファンタジー主題歌・挿入歌大全集
発売日：2004年10月20日、発売元：コロムビアミュージックエンターテイメント
東映不思議コメディシリーズ全作の内、『ロボット編』のみを除いた計11作品の主題歌、挿入歌を収録した3枚組のオムニバスアルバム。
ロボットコメディ主題歌・挿入歌大全集
レーベル：コロムビア、発売日：2007年01月24日
上記CDの関連アルバム。東映不思議コメディーシリーズの『ロボット編』全作及び東映が制作した子供向けロボットコメディアニメの主題歌を収録した3枚組のオムニバスアルバム

### 作品単独のアルバム

#### 探偵団編
おもいっきり探偵団 覇悪怒組／じゃあまん探偵団 魔隣組　オリジナル・サウンドトラック
発売日：2022年11月23日、発売元：サウンドトラックラボラトリー
『探偵団編』2作品の主題歌・挿入曲及び劇伴を収録した初のサウンドトラック。2枚組。

#### 美少女編
うたう!大龍宮城 オリジナル・ソング・コレクション
劇中歌を収録したアルバムの第1弾。
発売日：1992年8月1日、販売元：日本コロムビア
うたう!大龍宮城 オリジナル・ソング・コレクションII
発売日：1992年11月01日、販売元：日本コロムビア
劇中歌を収録したアルバムの第2弾。第1弾と共に上記の『特撮ヒロイン＆ファンタジー主題歌・挿入歌大全集』に全曲再録
テレビ映画 有言実行三姉妹シュシュトリアン
発売日：1993年6月21日、発売元：フォルテミュージックエンタテイメント、販売元：日本コロムビア
主題歌及び挿入歌を収録したミニアルバム。全6曲。上記『特撮ヒロイン＆ファンタジー主題歌・挿入歌大全集』に全曲再録。
魔法少女ちゅうかなぱいぱい！／魔法少女ちゅうかないぱねま！　オリジナル・サウンドトラック
発売日：2023年11月29日、発売元：サウンドトラックラボラトリー
主題歌・挿入歌(カラオケ音源含む)と劇中BGMを完全収録した初のサウンドトラック。2枚組。